# 天门增三
室女座54，又名BD-18 3562，HD 114846、SAO 157798、HR 4990，是室女座的一颗恒星，视星等为6.28，位于銀經310.15，銀緯43.74，其B1900.0坐标为赤經13h 8m 5.9s，赤緯-18° 43.74′ 44″。